# Свет мира (фильм)
«Свет мира» или «Красота мира» (урду عالم آراء ‎, хинди आलम आरा Alam-Ara) — первый звуковой фильм Индии. Снят в 1931 году на студии Imperial Movietone Ардеширом Ирани; ныне утрачен.

## Сюжет
У короля сказочной страны есть две жены, Навбахар и Дилбахар, но нет наследников. Однажды уличный факир предсказывает, что Навбахар будет благословлена небесами родить сына, но тот переживет своё восемнадцатилетие, только если королева сможет добыть ожерелье-талисман с рыбы, всплывущей на поверхность дворцового пруда в этот самый день.
Как и предсказано, Навбахар рождает сына Камара. Раздражённая уменьшившимся вниманием мужа, Дилбахар неоднократно, но безуспешно пытается соблазнить королевского советника и полководца Адила, а когда этому случайно становится свидетелем король, представляет ему, что именно тот пытался её принудить. Взбешённый повелитель кидает верного слугу в темницу, а его беременную жену Мехар Нигар прогоняет из дворца. Родив дочь, Мехар умирает, успевая дать ей имя Алам Ара, отдать её скромному охотнику-шикари и рассказать ему, что произошло во дворце. Шикари растит девочку как собственную дочь.
Проходит время, дети вырастают. Затаившая злобу Дилбахар, знающая о предсказании, ухитряется подменить волшебное ожерелье на рыбе, в результате чего Навбахар снимает с загривка рыбы подделку, а принц падает замертво. Тем не менее, его отец решается не хоронить сына, а оставить тело во дворце и попытаться найти факира, чтобы понять, что произошло. В свою очередь, выросшая Алам Ара узнаёт от приёмного отца-шикари о несправедливости, которой был подвергнут её отец, и клянётся освободить его.
Оставаясь скрытым от большинства обитателей дворца, «умерший» Камар возвращается к жизни каждую ночь, когда Дилбахар снимает в опочивальне украденное ею ожерелье, и вновь становится недвижим утром, когда она надевает его обратно. Пробирающаяся в поисках отца в королевский замок каждую ночь, Алам Ара случайно встречает принца, и они влюбляются друг в друга. С помощью своих друзей-цыган девушка разоблачает злую королеву. Королю и королеве Навбахар возвращается подлинное ожерелье, позволяющее принцу полноценно вернуться к жизни. Адил выходит на свободу, а Камар и Алам Ара женятся и счастливо живут вместе.

## В ролях

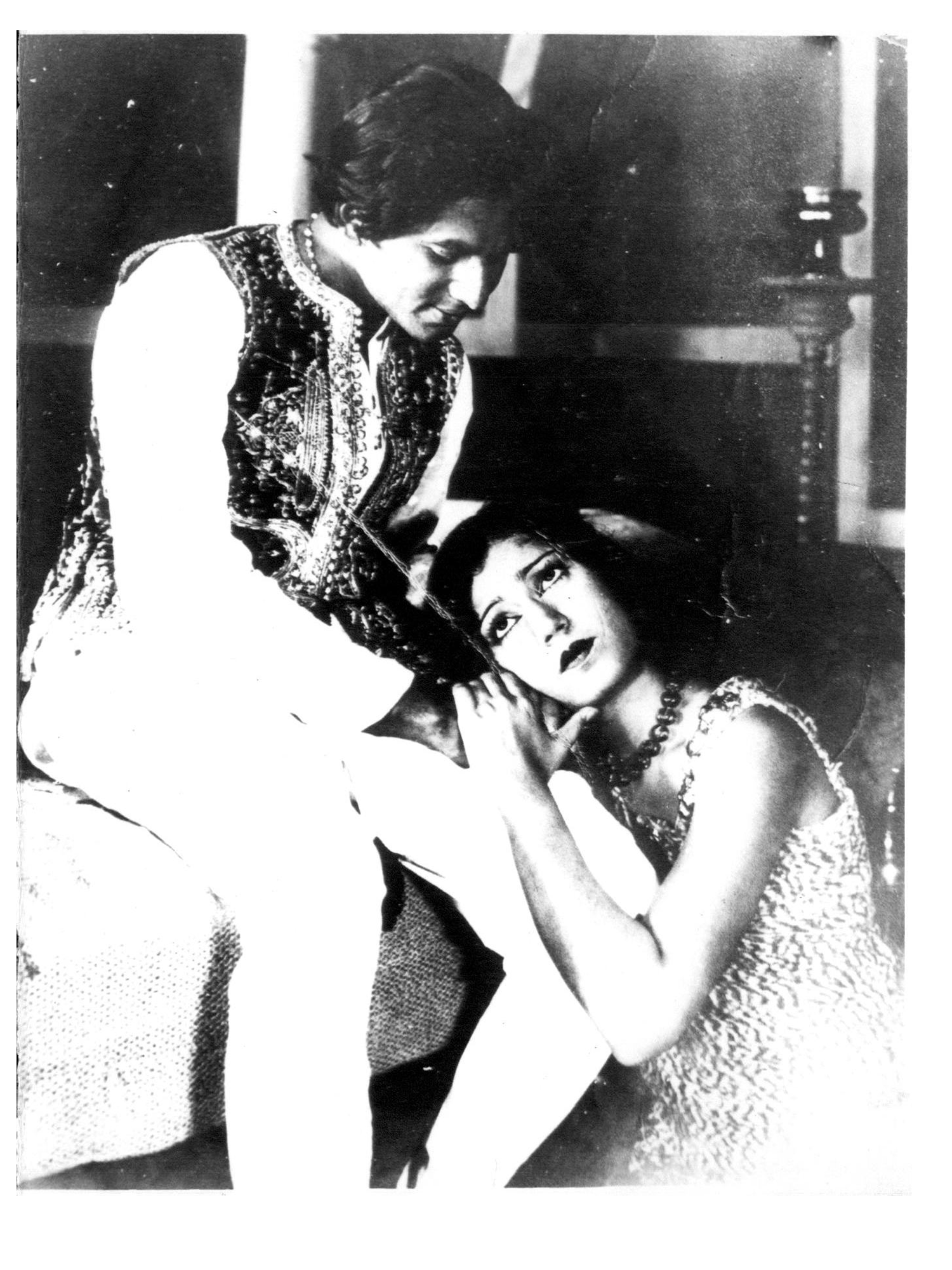
Исполнители главных ролей: Витхал и Зубейда

| Актёр              | Роль                            |
| ------------------ | ------------------------------- |
| Зубейда            | Алам-Ара (также вокал)          |
| Витхал             | принц Камар                     |
| Элизер             | Король                          |
| Джиллу             | Королева Дилбахар (также вокал) |
| Притхвирадж Капур  | генерал Адил                    |
| Вазир Мохаммед Хан | факир (также вокал)             |
| Л. В. Прасад       |                                 |
| Дж. Сушила         |                                 |
| Джагдиш Сетхи      |                                 |

## Съёмочная группа и особенности съёмки
«Свет мира» не был первым опытом индийских кинематографистов во введении звука в фильмы, однако все немногочисленные предыдущие попытки относились к короткометражной категории и представляли собой событийную кинохронику либо наложение музыки на популярные отрывки из ранее снятых немых фильмов (например, танец в исполнении Сулочаны из киноленты «Мадхури» 1926 года).
Фильм снимался в условиях яростной конкуренции кинокомпании Imperial Films с рядом других киностудий, пытавшихся получить приоритет в изготовлении первого звукового художественного полнометражного кино Индии, обладая нулевым или мизерным предварительным опытом в его технологии и других особенностях.
Любивший новинки Ардешир Ирани полагался на ввезённый из-за границы одноканальный звукозаписывающий аппарат «Танар». За основу фильма была взята сказочная костюмированная пьеса для парсского театра опытного драматурга Джозефа Дэвида Пенкара, который и исполнил в проекте обязанности «сценариста по диалогам» и автора песен, в то время как сам Ирани взялся за её адаптацию для киносъёмок. В постановке участвовали и другие режиссёры Imperial, в частности, Рустом Бхаруча, Песи Карани и Моти Гидвани, о чём Ирани счёл себя обязанным сделать специальное примечание в титрах. Музыку к фильму, включавшему семь песен и ряд танцевальных номеров, написали Бехрам Ирани и Ферозшах Мистри. Звукозапись велась приглашённым иностранным специалистом Уилфордом Деммингом, но фактически Ирани, исполнивший в съёмках целый букет обязанностей, участвовал и в этом процессе.
В съёмках был задействован целый ансамбль лучших звёзд, приглашенных с разных студий, однако трудности нового подхода проявились уже на этом этапе, так как от исполнителей требовалось далеко не только владение привычным сценическим движением и мимикой, но и свободное владение хиндустани, хороший голос, вокальные способности, а также умение совмещать их с движением. Это только усугублялось тем, что в системе «Танар» запись звука шла одновременно со съемкой. Ряд артистов, включая исполнительницу заглавной роли Зубейду-бегум и, игравшего факира-предсказателя, Вазира Мохаммеда Хана (исполнившего первую песню индийского кино) после нескольких неудачных попыток справились с трудностями, не в последнюю очередь, благодаря помощи Притхвираджа Капура, которого режиссёр специально попросил о наставничестве. Другие же в конечном итоге покинули фильм, а для кого-то пришлось пойти на жертвы, в частности, сделав почти бессловесной формально вторую главную роль принца Камара в исполнении «индийского Дугласа Фербенкса» Витхала Рагхунатха.
Технические трудности включали секретность съёмки во избежание шпионажа конкурентов (не позволяющую использовать «натуру»), расположение студии Imperial возле железной дороги и отсутствие в ней звукоизоляции. В результате, так как чувствительный микрофон улавливал все посторонние звуки, съёмку приходилось вести в основном поздно ночью, когда смолкал городской шум и на несколько часов прерывалось движение поездов. Кроме того, из-за отсутствия принятого ныне «вывешивания» микрофонов, приходилось прибегать к ухищрениям в их расположении за границей кадра или за спинами актёров, что вылилось в отмеченные впоследствии «превосходную синхронизацию, но неровный уровень звука».

## Реакция аудитории на фильм, его влияние и последующая судьба
Премьера фильма состоялась в бомбейском кинотеатре Majestic 14 марта 1931 года, сразу отметившись бешеным зрительским ажиотажем. Огромные толпы осаждали кинотеатры целыми днями, блокируя дорожное движение, так что приходилось вмешиваться полиции, также с трудом сдерживавшей толпу; процветала спекуляция билетами, доходило до перепродажи билетов по 4 анны за 4—5 рупий, то есть в 16—20 раз дороже номинала. Картина продержалась в прокате не менее 7-8 недель, получив за это время обильные сборы. Фильм с простым сюжетом, озвученный на разговорном хиндустани и включающий семь (по некоторым источникам, 10 или 12) легко запоминающихся песен, быстро приобрел популярность у зрителей, в том числе неграмотных, интерес которых к кино раньше сдерживался невозможностью читать титры. Помимо Индии фильм был показан в Бирме, Шри-Ланке и других странах Западной Азии. Фильм заранее (на рекламных афишах) подавался как «сплошная речь, пение и танцы», уже в самом начале эры индийского звукового кино продвигая его ныне наиболее широко известный формат.
Вскоре к прокату стали подтягиваться фильмы конкурентов Ирани. Уже через неполный месяц после премьеры первого звукового фильма Индии основанная Дж.Ф. Маданом сеть кинотеатров выдает в прокат снятый Амаром Чаудхари первый звуковой фильм на бенгали Jamai Shashthi, а ещё через месяц выходят поставленные его сыном Дж. Дж. Маданом ленты на хинди «Ширин и Фархад» и «Лейли и Меджнун» по драмам Низами, которые вскоре перекрывают «Свет мира» по сборам и популярности. Всего за ближайший год было выпущено 27 звуковых фильмов (22 на хинди и ещё пять на других языках). Некоторые из них, включая вышеупомянутые фильмы Мадана, использовали уже более совершенные подходы, в том числе лучшую технологию записи RCA Photophone и закадровый дубляж; кроме того, увидевшие успех первой ленты, режиссёры активно использовали и многократно усиливали успешную идею «музыкального фильма» — уже в «Ширин и Фархад» было минимум втрое больше песен (а по некоторым источникам, целых 42), а в фильм 1932 года Indrasabha тот же Дж. Дж. Мадан включил уже 69 или даже 71 партий различного стиля (вдесятеро больше, чем в фильме Ирани, включая 15 песен, 31 газель, 9 тхумри, 4 хори, 2 чаусабы и 5 чхандов). На волне обильных съёмок звукового кино немое резко пошло на убыль. Хотя оно продержалось ещё в течение четырёх лет, производство неозвученных фильмов упало с 87 в 1932 году до 39 в 1933 году и до 7 в 1934, и на этом было практически прекращено.

### Утрата фильма
В 2011 году в Индии широко отмечали 80-летие эры звукового кино Индии, что было отмечено даже артистической версией логотипа системы поиска Google, однако в процессе подготовки, ещё в 2008, обнаружилось, что не доступна ни одна копия фильма. По попавшей исходно в СМИ версии, фильм погиб в пожаре хранилища Национального киноархива Индии (NFAI) в Пуне в 2003 году, однако позже несколько официальных представителей киноархива дали разъяснение, что следы фильма были потеряны уже к моменту основания NFAI в 1964 году, и архив изначально не располагал ни единой копией «Света мира», а в 1967 году, когда велись переговоры с Ардеширом Ирани и его сыном, тот лишь подтвердил, что даже он не обладает информацией о какой-либо сохранившейся копии и может предоставить лишь отдельные фото со съёмочной площадки.